# Antonia Maria Portugalska

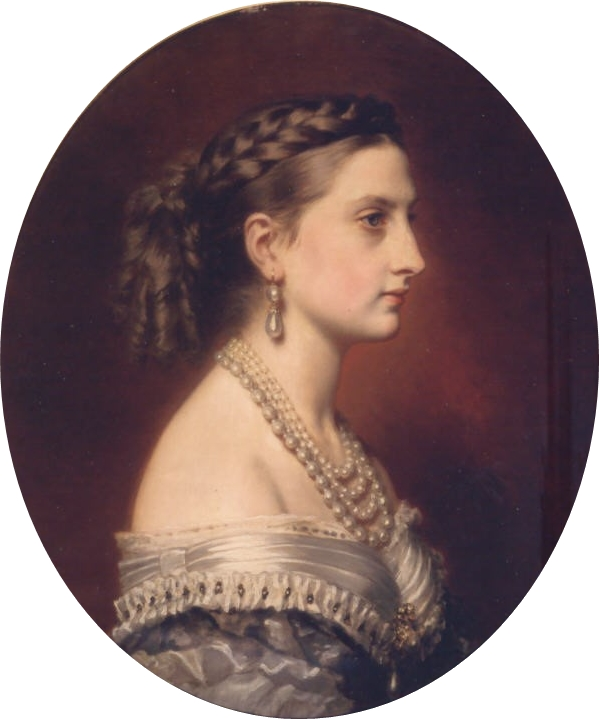
Antonia Maria Portugalska

Antonia Maria Portugalska (właściwie Antónia Maria Fernanda Micaela Gabriela Rafaela Francisca de Assis Ana Gonzaga Silvéria Júlia Augusta de Saxe-Coburgo-Gota e Bragança, ur. 17 lutego 1845 w Lizbonie, zm. 27 grudnia 1913 w Sigmaringen) – infantka Portugalii.

## Życiorys
Antonia Maria była córką Marii II, królowej Portugalii, i króla Ferdynanda II Koburga. Przez jej ojca otrzymała tytuł księżniczki Saksonii-Coburgu-Gothy oraz księżnej Saksonii. Urodziła się w pałacu Necessidades.
12 września 1861 roku wyszła za mąż za Leopolda, księcia Hohenzollern-Sigmaringen, syna Karla Antona von Hohenzollern-Sigmaringen i jego żony księżniczki Józefiny Badeńskiej. Zmarła 27 grudnia 1913 roku w wieku 68 lat w Cesarstwie Niemieckim.

## Dzieci
- Wilhelm (1864–1927), książę Hohenzollern

∞ Maria Teresa Burbon, księżniczka Obojga Sycylii
∞ Adelgunda Wittelsbach, księżniczka Bawarii
- Ferdynand I Hohenzollern-Sigmaringen (1865–1927), król Rumunii

∞ Maria, księżniczka Edynburga
- Karol Antoni (1868–1919)

∞ Józefina Karolina Koburg, księżniczka Belgii